# Телон (річка)

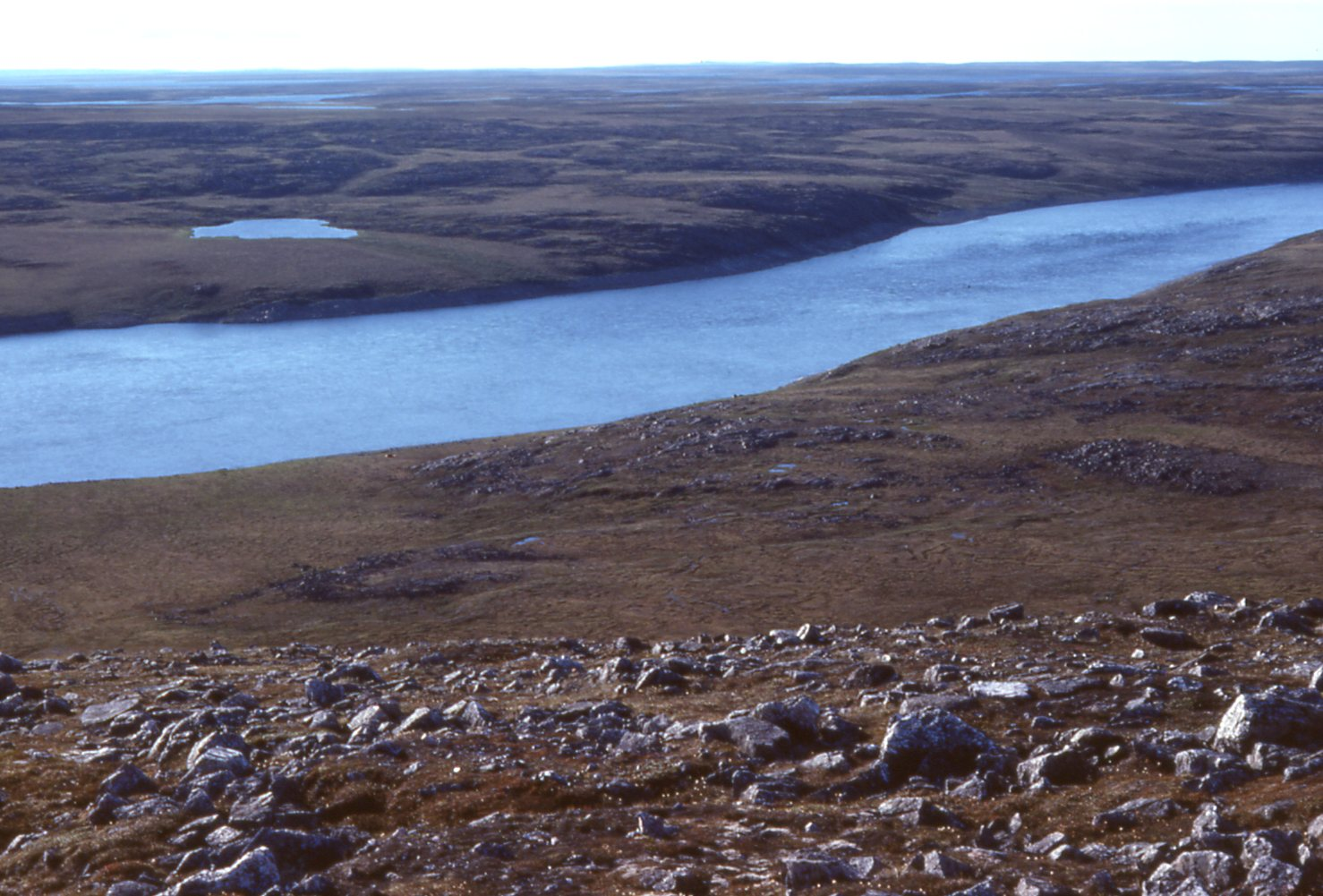
Річка Телон в районі Гаф-Вей-Гіллс, приблизно за 30 км від впадіння її у озеро Бейкер.

Телон (англ. Thelon River) — річка на півночі Канади.